# Кикбоксер 5: Возмездие
Не следует путать с фильмом «Кикбоксер: Возмездие» 2016 года.
«Кикбо́ксер 5: Возме́здие» (англ. Kickboxer 5: The Redemption) — фильм 1995 года режиссёра Кристин Петерсон.

## Сюжет
Уже в первых минутах фильма становится очевидным, что Дэвид Слоан, герой предыдущих частей фильма, убит, так как отказывается подписывать контракт с незаконной федерацией из Южной Африки. Главный герой этого фильма — Мэтт Ривз (Дакаскос), друг Дэвида Слоана, который, завершив свою очень успешную спортивную карьеру, совершенствует мастерство, преподаёт боевые искусства и тренирует ещё одного своего друга, Джонни Стайлса. Джонни становится чемпионом США по кикбоксингу, но вскоре представители той самой федерации из ЮАР находят и его. Джонни по совету Мэтта отказывается подписывать контракт с федерацией, заявив, что их контракт — всего лишь клочок туалетной бумаги. Представители этой федерации жестоко избивают Джонни на крыше высокого здания. На помощь спешит Мэтт, но он опоздал — один из преступников ломает поверженному Джонни позвоночник. Мэтт убивает одного из преступников, а остальные убегают, захватив чемпионский пояс Джонни. Джонни умирает на руках у Мэтта. Для того, чтобы отомстить, Мэтт отправляется в ЮАР, где узнаёт что убийца (вернее, глава этой незаконной федерации кикбоксинга) — некий мистер Нигал, тоже бывший кикбоксер. Казалось бы, Мэтт один в чужой стране и обречён на смерть от рук подручных Нигала, но неожиданно и он находит себе союзника. Скоро Мэтт, несмотря на множество препятствий, находит Нигала в принадлежащем ему частном казино — этакой смеси Лас-Вегаса и дикой Африки. Оба противника весьма искусные бойцы и схватка происходит на равных, однако на стороне Мэтта правда и справедливость, во имя которых он и побеждает.

## В ролях
- Марк Дакаскос — Мэтт
- Джеймс Райан — мистер Нигал
- Тони Капрари — Мун
- Грег Латтер — Боллен